# Mardimago
Mardimago è una frazione del comune di Rovigo, un tempo appartenente al comune di Boara Polesine, soppresso nel 1927.

## Storia
Faceva parte dei domini nel Polesine concessi da papa Marino II l'11 giugno del 944 al vescovo di Adria, che ne mantenne il possesso fino al 1160, quando passò agli Estensi.
La frazione è menzionata in una relazione presentata dal rettore di Rovigo, Antonio Calbo, al Senato della repubblica di Venezia nel 1554, nella quale si riferiva come gli abitati situati tra l'Adige e l'Adigetto fossero soggetti ad inondazioni che rendevano le terre particolarmente fertili.
Nel 1903 fu sede della condotta veterinaria consorziata tra i comuni di San Martino di Venezze, Boara Polesine e Concadirame, in seguito alla sua posizione centrale nel territorio dei comuni consorziati.